# Cossinae
De Cossinae zijn een onderfamilie van vlinders uit de familie van de Houtboorders (Cossidae).

## Geslachten
(Tussen haakjes een indicatie van het aantal soorten in het geslacht)
- Geen geslachtengroep of onbekend
  - Acossus Dyar, 1905 (5)
  - Aholcocerus Yakovlev, 2006 (5)
  - Arctiocossus Felder, 1874 (6)
  - Camellocossus Yakovlev, 2011 (15)
  - Chingizid Yakovlev, 2011 (3)
  - Chinocossus Yakovlev, 2006 (5)
  - Comadia Barnes & McDunnough, 1911 (12)
  - Cossodes White, 1841 (1)
  - Cossus Fabricius, 1794 (10)
  - Culama Walker, 1856 (7)
  - Diogodiasia Yakovlev, 2022 (3)
  - Dyspessacossus Daniel, 1953 (3)
  - Fania Barnes & McDunnough, 1911 (2)
  - Gobibatyr Yakovlev, 2004 (2)
  - Gumilevia Yakovlev, 2011 (4)
  - Hirtocossus Schoorl, 1990 (2)
  - Hollowiella Yakovlev & Witt, 2009 (5)
  - Idioses Turner, 1927 (1)
  - Kalimantanossus Yakovlev, 2011 (1)
  - Koboldocossus Yakovlev, 2011 (1)
  - Kotchevnik Yakovlev, 2004 (6)
  - Lichtensteiniana Mey, 2015 (8)
  - Macrocossus Aurivillius, 1900 (4)
  - Macrocyttara Turner, 1918 (2)
  - Mahommedella Yakovlev, 2011 (1)
  - Mirocossus Schoorl, 1990 (10)
  - Namibiocossus Mey, 2015 (3)
  - Neurocossus Yakovlev, 2011 (3)
  - Paracossus Hampson, 1904 (7)
  - Paropta Staudinger, 1899 (1)
  - Patoptoformis Yakovlev, 2006 (4)
  - Prionoxystus Grote, 1882 (3)
  - Psychidocossus Fletcher, 1982 (1)
  - Pygmeocossus Yakovlev, 2005 (2)
  - Rambuasalama Yakovlev & Saldaitis, 2008 (1)
  - Rasa Saldaitis & Yakovlev, 2019 (1)
  - Rethona Walker, 1855 (2)
  - Reticulocossus Yakovlev, 2011 (1)
  - Roepkiella Yakovlev & Witt, 2009 (16)
  - Semitocossus Yakovlev, 2007 (1)
  - Sundacossus Yakovlev, 2006 (2)
  - Surcossus Heimlich, 1960 (1)
  - Wiltshirocossus Yakovlev, 2007 (1)
  - Zyganisus Viette, 1951 (5)
- Geslachtengroep Holcocerini Yakovlev, 2006
  - Assegaj Yakovlev, 2006 (1)
  - Barchaniella Yakovlev, 2006 (3)
  - Cryptoholcocerus Yakovlev, 2006 (2)
  - Deserticossus Yakovlev, 2006 (22)
  - Frantsdanielia Yakovlev, 2007 (1)
  - Holcocerus Staudinger, 1884 (9)
  - Plyustchiella Yakovlev, 2006 (1)
  - Streltzoviella Yakovlev, 2006 (2)
  - Wittocossus Yakovlev, 2004 (2)
  - Yakudza Yakovlev, 2006 (1)
- Geslachtengroep Groenendaelini Yakovlev, 2021
  - Groenendaelia Yakovlev, 2004 (1)
  - Miacora Dyar, 1905 (8)
- Geslachtengroep Zeuzerocossini Yakovlev, 2008
  - Afrikanetz Yakovlev, 2009 (11)
  - Afroarabiella Yakovlev, 2008 (11)
  - Alcterogystia Schoorl, 1990 (2)
  - Brachygystia Schoorl, 1990 (1)
  - Brachylia Felder, 1874 (25)
  - Coryphodema Felder, 1874 (3)
  - Cossulus Staudinger, 1887 (28)
  - Dervishiya Yakovlev, 2006 (3)
  - Eogystia Schoorl, 1990 (3)
  - Eremocossus Hampson, [1893] (5)
  - Isoceras Turati, 1924 (6)
  - Isocossus Roepke, 1957 (8)
  - Kerzhnerocossus Yakovlev, 2011 (1)
  - Meyoarabiella Yakovlev, 2008 (4)
  - Mormogystia Schoorl, 1990 (4)
  - Paracossulus Schoorl, 1990 (1)
  - Parahypopta Daniel, 1961 (3)
  - Planctogystia Schoorl, 1990 (13)
  - Ronaldocossus Yakovlev, 2006 (1)
  - Vartiania Yakovlev, 2004 (6)
  - Zeuzerocossus Yakovlev, 2008 (1)
- Geslachtengroep Endagriini Duponchel, 1845
  - Dieida Strand, 1911 (5)
  - Dyspessa Hübner, 1820 (62)
  - Semagystia Schoorl, 1990 (19)
  - Stygioides Bruand, 1853 (8)